# Melasma
Melasma (ook bekend als chloasma of zwangerschapsmasker als het een zwangere betreft) is een donkere verkleuring in het gezicht.
Het treedt vooral op bij vrouwen die zwanger zijn of hormonen gebruiken, hetzij als anticonceptie hetzij als hormoonsuppletietherapie.

## Symptomen
Melasma wordt gekenmerkt door donkere, onregelmatig gevormde vlekken op de wang, de neus, bovenlip en/of het voorhoofd. Deze ontstaan meestal geleidelijk. Er zijn geen andere symptomen.
Het komt vooral voor bij vrouwen met een (licht) getinte huid uit zonnige landen. Bij mensen met schildklier-afwijkingen komt het vaker voor. Waarschijnlijk is er ook een genetische predispositie.

## Oorzaak
Melasma ontstaat waarschijnlijk doordat melanocyten gestimuleerd worden door oestrogenen en/of progesteron (de vrouwelijke geslachtshormonen). Wanneer de huid aan zonlicht blootgesteld wordt, produceren ze meer melanine-pigment.
Mogelijk speelt in een deel van de gevallen stress mee. Dit zou een overproductie van melanocyt-stimulerend hormoon (MSH) veroorzaken, waardoor de melanocyten gevoeliger zouden worden.
Soortgelijke verkleuringen kunnen ook ontstaan door een allergische of fototoxische reactie op medicijnen of cosmetica.

## Behandeling
De verkleuring zal geleidelijk in meerdere maanden verdwijnen als het hormoongebruik gestaakt, dan wel na de bevalling.
Er zijn behandelingen die het opbleken kunnen helpen versnellen. Bij deze middelen is er echter altijd risico op verergering van de verkleuring, of een onregelmatige opbleking.
- Blekende cremes:
  - Hydrochinon 2-5% remt tyrosinase, een belangrijk enzym in de productie van melanine.
  - Azelaïnezuur 20% creme, remt de activiteit van melanocyten.
  - Tretinoïne 0,02-0,1%,
- Peeling met fruitzuur of glycolzuur: vervangen van de aangedane huid
- Laserbehandeling of intense pulsed light (IPL): de behandeling van melasma met IPL in combinatie met de tripletherapie blijkt effectiever dan alleen een triple therapie.[1]
- Het is belangrijk zonlicht strikt te mijden, en standaard zonnebrandcrème te gebruiken. Vaak wordt aangeraden middelen met ook fysische blokkers (zoals titaniumdioxide) te gebruiken.
- Camouflage-therapie kan de zichtbaarheid vaak sterk verminderen, vooral als het professioneel wordt uitgevoerd.